# Anaulacorthum
Anaulacorthum är ett släkte av insekter. Anaulacorthum ingår i familjen långrörsbladlöss.
Kladogram enligt Catalogue of Life:
| Anaulacorthum | \| \| Anaulacorthum fagopyri \| \| \| \| \| \| Anaulacorthum zhangjiajiensis \| \| \| \| |
|               | \| \| Anaulacorthum fagopyri \| \| \| \| \| \| Anaulacorthum zhangjiajiensis \| \| \| \| |
|               | Anaulacorthum fagopyri                                                                   |
|               |                                                                                          |
|               | Anaulacorthum zhangjiajiensis                                                            |
|               |                                                                                          |